# Seznam ruských careven
Seznam ruských careven zahrnuje jak manželky vládnoucích ruských carů, počínaje manželkami velkoknížete a pozdějšího prvního cara Ivana Hrozného, tak čtyři vládnoucí carevny.

## ManželkyRurikovců(1547–1598)
| Obrázek | Jméno                   | Narození | Sňatek         | Carevnou od    | Carevnou do        | Úmrtí              | Manžel      |
| ------- | ----------------------- | -------- | -------------- | -------------- | ------------------ | ------------------ | ----------- |
|         | Anastasie Romanovna     | -        | 3. února 1547  | 3. února 1547  | 7. srpna 1560      | 7. srpna 1560      | Ivan Hrozný |
|         | Marie Temrjukovna       | asi 1544 | 21. srpna 1561 | 21. srpna 1561 | 1. září 1569       | 1. září 1569       | Ivan Hrozný |
|         | Marfa Sobakinová        | -        | 28. října 1571 | 28. října 1571 | 13. listopadu 1571 | 13. listopadu 1571 | Ivan Hrozný |
|         | Anna Koltovská          | -        | 29. dubna 1572 | 29. dubna 1572 | 1574               | 1627               | Ivan Hrozný |
|         | Marie Dolgorukovová     | -        | 1573           | 1573           | -                  | -                  | Ivan Hrozný |
|         | Anna Vasilčiková        | -        | 1575           | 1575           | 1575               | 1576–77            | Ivan Hrozný |
|         | Vasilisa Melenťjevová   | -        | 1. května 1577 | 1. května 1577 | -                  | -                  | Ivan Hrozný |
|         | Marie Fjodorovna Nagaja | -        | asi 1580       | asi 1580       | asi 1580           | 1608/10/12         | Ivan Hrozný |
|         | Irina Godunovová        | 1557     | 1580           | 1584           | 1598               | 1603               | Fjodor I.   |

## Manželky panovníků z různých rodů
| Obrázek | Jméno                       | Narození        | Sňatek | Carevnou od | Carevnou do | Úmrtí | Manžel                       |
| ------- | --------------------------- | --------------- | ------ | ----------- | ----------- | ----- | ---------------------------- |
|         | Marie Skuratovová-Bělská    | okolo roku 1552 | 1570   | 1598        | 1605        | 1605  | Boris Fjodorovič Godunov     |
|         | Marina Mniszková            | 1588            | 1606   | 1606        | 1606        | 1614  | Lžidimitrij I.               |
|         | Marie Bujnosovová-Rostovská | -               | 1608   | 1608        | 1610        | 1626  | Vasilij IV. Ivanovič Šujskij |

## ManželkyRomanovců(1613–1917)
| Obrázek | Jméno                            | Narození           | Sňatek                             | Carevnou od                        | Carevnou do                                         | Úmrtí                       | Manžel                        |
| ------- | -------------------------------- | ------------------ | ---------------------------------- | ---------------------------------- | --------------------------------------------------- | --------------------------- | ----------------------------- |
|         | Marie Vladimirovna Dolgorukovová | 15. dubna 1684     | 22. srpna 1705                     | 1624                               | 1625                                                | 1625                        | Michail I. Fjodorovič         |
|         | Jevdokija Lukjanovna Strešněvová | 15. dubna 1684     | 22. srpna 1705                     | 1626                               | 1645                                                | 1645                        | Michail I. Fjodorovič         |
|         | Marie Iljinična Miloslavská      | 1625               | 1647                               | 1647                               | 3. března 1669                                      | 3. března 1669              | Alexej I.                     |
|         | Natálie Kirillovna Naryškinová   | 11. září 1651      | 1. únor 1671                       | 1671                               | 1676                                                | 15. ledna 1694              | Alexej I.                     |
|         | Agafja Semjonovna Grušecká       | 1663               | 1680                               | 1680                               | 1681                                                | 1681                        | Fjodor III.                   |
|         | Marfa Matvejevna Apraksina       | 15. dubna 1664     | 1682                               | 1682                               | 20. listopadu 1737                                  | 20. listopadu 1737          | Fjodor III.                   |
| Obrázek | Jméno                            | Narození           | Sňatek                             | Carevnou od                        | Carevnou do                                         | Úmrtí                       | Manžel                        |
|         | Praskovja Fjodorovna Saltykovová | 12. října 1664     | 9. ledna 1684                      | 1684                               | 1696                                                | 24. října 1723              | Ivan V.                       |
|         | Jevdokija Lopuchinová            | 1669               | 6. února 1689                      | 1689                               | 1698                                                | 1731                        | Petr I. Veliký                |
|         | Marta Skavronskaja               | 15. dubna 1684     | 1707/12                            | 1724/25                            | 1727                                                | 1727                        | Petr I. Veliký                |
|         | Anna Ivanovna                    | 28. ledna 1693     | 1710                               | 29. ledna 1730 vládnoucí carevna   | 28. října 1740                                      | 28. října 1740              | Fridrich Vilém Kettler        |
|         | Alžběta Petrovna                 | 29. prosince 1709  | 6. prosince 1741 vládnoucí carevna | 6. prosince 1741 vládnoucí carevna | 5. ledna 1762                                       | 5. ledna 1762               | Alexej Grigorjevič Razumovský |
|         | Kateřina II. Alexejevna          | 2. května 1729     | 21. srpna 1745                     | 5. ledna 1762                      | 9. července 1762 manžel zapuzen & vládnoucí carevna | 17. listopadu 1796          | Petr III. Ruský               |
|         | Marie Fjodorovna                 | 25. října 1759     | 23. července 1776                  | 1796                               | 1801 úmrtím manžela                                 | 5. listopadu 1828           | Pavel I. Ruský                |
| Obrázek | Jméno                            | Narození           | Sňatek                             | Carevnou od                        | Carevnou do                                         | Úmrtí                       | Manžel                        |
|         | Alžběta Alexejevna               | 24. ledna 1779     | 9. října 1793                      | 1801                               | 1825 úmrtím manžela                                 | 16. května 1826             | Alexandr I.                   |
|         | Alexandra Fjodorovna             | 13. července 1798  | 13. července 1817                  | 1. prosince 1825                   | 2. března 1855 úmrtím manžela                       | 1. listopadu 1860           | Mikuláš I.                    |
|         | Marie Alexandrovna               | 8. srpna 1824      | 16. dubna 1841                     | 2. března 1855                     | 8. června 1880                                      | 8. června 1880              | Alexandr II.                  |
|         | Marie Fjodorovna                 | 26. listopadu 1847 | 9. listopadu 1866                  | 14. března 1881                    | 1. listopadu 1894 úmrtím manžela                    | 13. října 1928              | Alexandr III.                 |
|         | Alexandra Fjodorovna             | 6. červen 1872     | 26. listopadu 1894                 | 26. listopadu 1894 sňatek          | 17. července 1918 popravena                         | 17. července 1918 popravena | Mikuláš II.                   |